# Online Film Critics Society Awards/Beste Regie
Der Online Film Critics Society Award (OFCS Award) für den besten Regisseur wird seit 1997 jedes Jahr verliehen.

## Statistik
| Statistik                                     |                                   |
| Am häufigsten honorierter Regisseur           | Christopher Nolan (3 Siege)       |
| Am häufigsten nominierter Regisseur           | Martin Scorsese (6 Nominierungen) |
| Am häufigsten nominierter Regisseur ohne Sieg | David Fincher (4 Nominierungen)   |

## Gewinner und Nominierte
Alle Nominierten eines Jahres sind angeführt, der Sieger steht jeweils zuoberst.

### 1997 bis 1999
1997
James Cameron – Titanic
Paul Thomas Anderson – Boogie Nights
Curtis Hanson – L.A. Confidential
1998
Steven Spielberg – Der Soldat James Ryan (Saving Private Ryan)
Terrence Malick – Der schmale Grat (The Thin Red Line)
Peter Weir – Die Truman Show (The Truman Show)
1999
Sam Mendes – American Beauty
David Fincher – Fight Club
Spike Jonze – Being John Malkovich
Stanley Kubrick – Eyes Wide Shut
Michael Mann – Insider (The Insider)

### 2000 bis 2009
2000
Darren Aronofsky – Requiem for a Dream
Cameron Crowe – Almost Famous – Fast berühmt (Almost Famous)
Ang Lee – Tiger and Dragon (Crouching Tiger, Hidden Dragon)
Steven Soderbergh – Traffic – Macht des Kartells (Traffic)
Lars von Trier – Dancer in the Dark
2001
David Lynch – Mulholland Drive (Mulholland Dr.)
Joel Coen – The Man Who Wasn’t There
Todd Field – In the Bedroom
Peter Jackson – Der Herr der Ringe: Die Gefährten (The Lord of the Rings: The Fellowship of the Ring)
Baz Luhrmann – Moulin Rouge
Christopher Nolan – Memento
2002
Peter Jackson – Der Herr der Ringe: Die zwei Türme (The Lord of the Rings: The Two Towers)
Spike Jonze – Adaption – Der Orchideen-Dieb (Adaptation.)
Todd Haynes – Dem Himmel so fern (Far from Heaven)
Martin Scorsese – Gangs of New York
Steven Spielberg – Minority Report
2003
Peter Jackson – Der Herr der Ringe: Die Rückkehr des Königs (The Lord of the Rings: The Return of the King)
Alejandro González Iñárritu – 21 Gramm (21 Grams)
Quentin Tarantino – Kill Bill – Volume 1 (Kill Bill Vol. 1)
Sofia Coppola – Lost in Translation
Clint Eastwood – Mystic River
2004
Michel Gondry – Vergiss mein nicht! (Eternal Sunshine of the Spotless Mind)
Clint Eastwood – Million Dollar Baby
Alexander Payne – Sideways
Martin Scorsese – Aviator (The Aviator)
Zhang Yimou – Hero
2005
David Cronenberg – A History of Violence
George Clooney – Good Night, and Good Luck.
Ang Lee – Brokeback Mountain
Peter Jackson – King Kong
Steven Spielberg – München
2006
Martin Scorsese – Departed – Unter Feinden
Alfonso Cuarón – Children of Men
Guillermo del Toro – Pans Labyrinth
Paul Greengrass – Flug 93
Alejandro González Iñárritu – Babel
2007
Ethan und Joel Coen – No Country for Old Men
Paul Thomas Anderson – There Will Be Blood
David Cronenberg – Tödliche Versprechen – Eastern Promises
David Fincher – Zodiac – Die Spur des Killers
Julian Schnabel – Schmetterling und Taucherglocke (Le Scaphandre et le Papillon)
2008
Christopher Nolan – The Dark Knight
Darren Aronofsky – The Wrestler – Ruhm, Liebe, Schmerz (The Wrestler)
Danny Boyle – Slumdog Millionär (Slumdog Millionaire)
David Fincher – Der seltsame Fall des Benjamin Button (The Curious Case of Benjamin Button)
Andrew Stanton – WALL·E – Der Letzte räumt die Erde auf
2009
Kathryn Bigelow – Tödliches Kommando – The Hurt Locker
Neill Blomkamp – District 9
James Cameron – Avatar – Aufbruch nach Pandora
Ethan und Joel Coen – A Serious Man
Quentin Tarantino – Inglourious Basterds

### 2010 bis 2019
2010
Darren Aronofsky – Black Swan
Danny Boyle – 127 Hours
Ethan und Joel Coen – True Grit
David Fincher – The Social Network
Christopher Nolan – Inception
2011
Terrence Malick – The Tree of Life
Michel Hazanavicius – The Artist
Nicolas Winding Refn – Drive
Martin Scorsese – Hugo Cabret
Lars von Trier – Melancholia
2012
Paul Thomas Anderson – The Master
Ben Affleck – Argo
Wes Anderson – Moonrise Kingdom
Kathryn Bigelow – Zero Dark Thirty
Leos Carax – Holy Motors
2013
Alfonso Cuarón – Gravity
Ethan und Joel Coen – Inside Llewyn Davis
Spike Jonze – Her
Steve McQueen – 12 Years a Slave
Hayao Miyazaki – Wie der Wind sich hebt (風立ちぬ, Kaze Tachinu)
2014
Richard Linklater – Boyhood
Wes Anderson – Grand Budapest Hotel
Jean-Pierre und Luc Dardenne – Zwei Tage, eine Nacht (Deux jours, une nuit)
Ava DuVernay – Selma
Jonathan Glazer – Under the Skin
2015
George Miller – Mad Max: Fury Road
Todd Haynes – Carol
Tom McCarthy – Spotlight
Ridley Scott – Der Marsianer – Rettet Mark Watney (The Martian)
Denis Villeneuve – Sicario
2016
Barry Jenkins – Moonlight
Damien Chazelle – La La Land
Pablo Larraín – Jackie: Die First Lady
Kenneth Lonergan – Manchester by the Sea
Denis Villeneuve – Arrival
2017
Christopher Nolan – Dunkirk
Paul Thomas Anderson – Der seidene Faden (Phantom Thread)
Guillermo del Toro – Shape of Water – Das Flüstern des Wassers
Greta Gerwig – Lady Bird
Jordan Peele – Get Out
2018
Alfonso Cuarón – Roma
Barry Jenkins – If Beale Street Could Talk
Giorgos Lanthimos – The Favourite – Intrigen und Irrsinn (The Favourite)
Spike Lee – BlacKkKlansman
Lynne Ramsay – A Beautiful Day (You Were Never Really Here)
2019
Bong Joon-ho – Parasite
Sam Mendes – 1917
Céline Sciamma – Porträt einer jungen Frau in Flammen (Portrait de la jeune fille en feu)
Martin Scorsese – The Irishman
Quentin Tarantino – Once Upon a Time in Hollywood

### Ab 2020
2020
Chloé Zhao – Nomadland
Emerald Fennell – Promising Young Woman
Eliza Hittman – Niemals Selten Manchmal Immer (Never Rarely Sometimes Always)
Spike Lee – Da 5 Bloods
Kelly Reichardt – First Cow
2021
Jane Campion – The Power of the Dog
Paul Thomas Anderson – Licorice Pizza
Ryūsuke Hamaguchi – Drive My Car (Doraibu mai kā)
Steven Spielberg – West Side Story
Denis Villeneuve – Dune
2022
Daniel Kwan, Daniel Scheinert – Everything Everywhere All at Once
Todd Field – Tár
Martin McDonagh – The Banshees of Inisherin
Steven Spielberg – Die Fabelmans
Charlotte Wells – Aftersun
2023
Christopher Nolan – Oppenheimer
Greta Gerwig – Barbie
Giorgos Lanthimos – Poor Things
Martin Scorsese – Killers of the Flower Moon
Celine Song – Past Lives – In einem anderen Leben
2024
Coralie Fargeat – The Substance
Sean Baker – Anora
Brady Corbet – Der Brutalist
RaMell Ross – Nickel Boys
Denis Villeneuve – Dune: Part Two